# Test Drive Unlimited Solar Crown
Test Drive Unlimited Solar Crown est un jeu vidéo de course développé par Kylotonn et édité par Nacon. Il s’agit d’un jeu de course massivement multijoueur. Il se passe à Hong Kong puis à ibiza dans la saison 2

## Historique
Annoncé le 7 juillet 2020, Test Drive Unlimited Solar Crown est le successeur de Test Drive Unlimited 2 sorti en 2011.
Le joueur évoluera sur l'île de Hong Kong reproduite à l’échelle 1:1.
Le jeu repose sur le moteur KT Engine développé par le studio français Kylotonn.
Un second trailer nommé "Head to Head" sort le 21 avril 2021. On y apprend que le jeu sera disponible sur PlayStation 4, PlayStation 5, Xbox One, Xbox Series et Nintendo Switch. Sur PC, le jeu sera disponible via les plateformes Steam et Epic Games Store. Nacon annonce une première date de sortie lors du Nacon Connect du 6 juillet 2021 : le 22 septembre 2022. Nacon et KT Racing annoncent finalement un premier report pour 2023 dans un communiqué publié en mai 2022. Ils en profitent pour annoncer l'abandon des versions PlayStation 4 et Xbox One.
La date de sortie est annoncée à la suite de plusieurs énigmes et un compte à rebours sur le site https://tdusc-origins.com/ le jeudi 30 mai 2024 à 10h CEST : le 12 septembre 2024.